# Emma Pressmar
Emma Karoline Pressmar (* 13. Mai 1909 in Ulm; † 9. Januar 2000 ebenda) war eine deutsche Gymnasiallehrerin und Prähistorikerin.

## Leben
Emma Pressmar studierte Naturwissenschaften in Tübingen, Berlin und München. Dort wurde sie 1937 bei Ferdinand Birkner mit einer Arbeit über die Vor- und Frühgeschichte des Ulmer Winkels promoviert. Diese war die erste Dissertation einer Frau über ein prähistorisches Thema in Bayern.
Im Zweiten Weltkrieg trat sie in den Schuldienst ein und war bis 1974 als Gymnasiallehrerin in Ulm tätig. Daneben leistete sie als ehrenamtliche Leiterin der Prähistorischen Sammlung des Neu-Ulmer Heimatmuseums und Kreisheimatpflegerin (1967–1984) des Landkreises Neu-Ulm durch Ausgrabungen wichtige Beiträge zur Vorgeschichte des Neu-Ulmer Hinterlandes. So konnte sie 1975/76 im Rahmen einer Notgrabung am Elchinger Autobahnkreuz u. a. einen urnenfelderzeitlichen Töpferofen nachweisen.
Aus ihrer umfangreichen Ringsammlung schenkte Emma Pressmar einen Teil der Prähistorischen Sammlung München, und 1991 dem Museum Ulm 250 Ringe aus 38 Ländern. Neben verschiedenen anderen Auszeichnungen erhielt Emma Pressmar 1986 den Bayerischen Verdienstorden. Infolge einer Stiftung nach Indien trägt in Bangalore ein Kindergarten ihren Namen.

## Veröffentlichungen (Auswahl)
- Vor- und Frühgeschichte des Ulmer Winkels auf bodenkundlicher Grundlage. München, Verlag Oldenbourg, 1938 (Dissertation)
- Elchinger Kreuz. Landkreis Neu-Ulm, Siedlungsgrabung mit urnenfelderzeitlichem Töpferofen. Verlag Michael Laßleben, 1979, ISBN 3-7847-5119-9
- Indische Ringe. Frankfurt/M., Insel Verlag, 1982, ISBN 3-458-14031-X
- Ringe reden: Die Sammlung Emma Pressmar im Ulmer Museum. Süddeutsche Verlagsgesellschaft, Ulm 1991, ISBN 3-88294-171-5